# Felip Gómez Crespí
Felip Gómez Crespí (Antella, 1938) fou un líder polític i veïnal vinculat al PSUC durant la dictadura franquista i la transició espanyola. Va formar part del del comitè de Barcelona del PSUC i va ser responsable del PSUC a l'Hospitalet de Llobregat (1965).

## Biografia

### Infància i joventut
Va néixer el 1938 a Antella, en una família pagesa, la qual tenia una llarga tradició política de caràcter esquerrà. En Felip va anar a l'escola, i als 12 anys aprengué l'ofici d'ebenista i s'hi va dedicar fins als 18 anys. L'any 1956 marxà cap a Barcelona i va decidir quedar-se a l'Hospitalet de Llobregat, concretament al barri de Collblanc. Un cop allà, no va tardar en establir relacions amb el PSUC. Els últims anys de la dècada dels cinquanta i als anys seixanta, la vida d'en Felip primer va girar al voltant de l'activitat sindical i l'agitació política i, després, les seves creixents capacitats propagandístiques influïren en què la direcció del partit anés orientant la seva militància cap a tasques d'organització més exclusivament internes.

### Moviment Polític
Va ser el creador d'una impressora manual, coneguda com La Vietnamita, amb la que imprimien fulls volants que cridaven a la vaga el 1959 i incitaven als treballadors a votar Comissions Obreres o a participar en les diades del Primer de Maig.
En Felip es casà amb Mercè Olivares Soler el 1963, l'any en què havia anat per primera vegada a París. Allà es va reunir amb el comitè executiu del PSUC, i al 1965 pasava a formar part del comitè de Barcelona. Era responsable del "sector 3", és a dir, des del carrer Urgell de Barcelona fins a tot el Baix Llobregat, un extens territori amb grups militants comunistes a empreses i fora de les fàbriques.
Durant la dècada dels seixanta i, juntament amb Àngel Rozas, en Felip havia articulat un munt de contactes amb nous militants comunistes, havia treballat en la recollida de diners per al partit, en les tasques de suport als ex-presos, etc. També va ser responsable del PSUC a l'Hospitalet de Llobregat durant un curt període l'any 1965.
Felip Gómez Crespí es va veure molt implicat en l'escissió del grup Unitat, que hi hagué al PSUC l'any 1967, per desacords sobre la possibilitat que certs sectors, relacionats amb el règim franquista, poguessin evolucionar cap a posicions democràtiques. A meitat de l'any 1968 i fins al 1970, tornà a assumir la direcció del partit de l'Hospitalet. Paral·lelament, continuava amb la responsabilitat al comitè de Barcelona, que va deixar també el mateix any 1970.

#### Moviment Polític a l'Hospitalet de Llobregat
L'any 1970 va començar una nova etapa de militància política ja centrada a l'Hospitalet. Assumí diverses responsabilitats al comitè local del PSUC fins entrats els anys vuitanta.
En Felip fou uns dels fundadors de l'associació de veïns de Collblanc-la Torrassa, on ocupà diferents càrrecs a la junta i on va participar de manera capdavantera en les lluites reivindicatives. També participà en la Coordinadora d'Associacions de Veïns de l'Hospitalet, i també en l'Assemblea Democràtica. Aquesta fou una dècada en la qual en Felip participà en tots els esdeveniments socialment i políticament rellevants que van succeir a l'Hospitalet en relació amb la lluita democràtica. El 1979, arran de les primeres eleccions municipals, acceptà formar part de la candidatura del PSUC.